# Wasserburg Oberndorf
Die Wasserburg Oberndorf ist eine abgegangene hochmittelalterliche Wasserburg im heutigen Schweinfurter Stadtteil Oberndorf im Regierungsbezirk Unterfranken des Freistaats Bayern.

## Lage
Die Wasserburg liegt zentral im bis 1436 genannten Obernrenfelt bzw. Obernrheinfeld genannten Ort südwestlich der Reichsstadt Schweinfurt auf einer heute etwa 6 m höheren Terrasse über dem Main. Die Niederungsburg befand sich am Standort der heutigen evangelisch-lutherischen Pfarrkirche des Ortes, der Kreuzkirche. Hier verlief der Handelsweg nach Würzburg.

Lage der Wasserburg
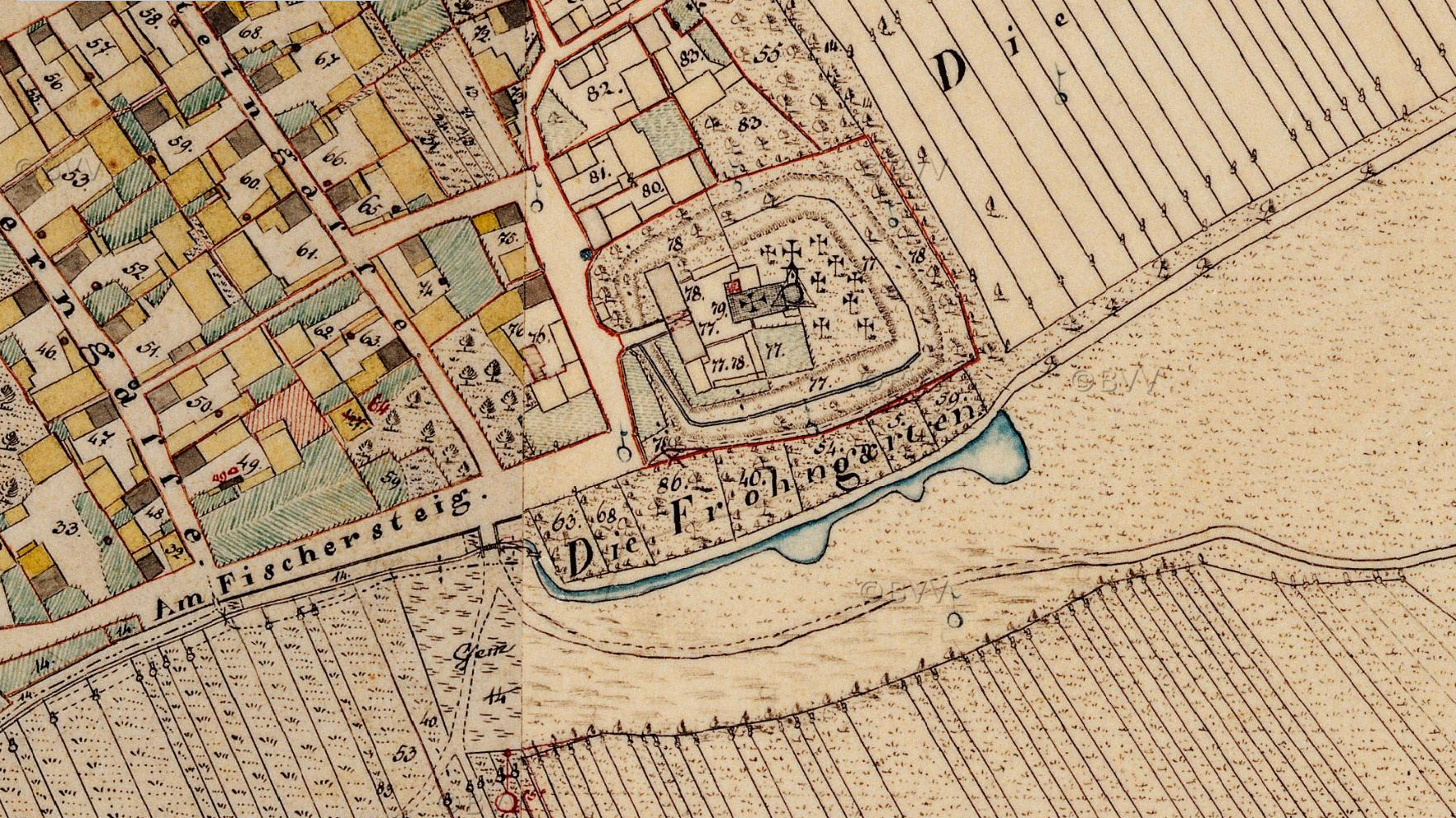
Lage der ehemaligen Oberndorfer Wasserburg (Bildmitte, rot umrandet) auf dem bayerischen Urkataster aus der 1. Hälfte des 19. Jahrhunderts

## Geschichte
Nur wenig ist von der Geschichte und dem Untergang der Wasserburg bekannt. Die Burgkapelle wurde 1094 in einer Schenkung des Erbes der Schweinfurter Markgrafen des Rheinfelds an das Kloster Theres bekannt, die durch die Tochter Ottos III. von Schwaben, Judith († 1104) und in zweiter Ehe mit Boto von Kärnten verheiratet, vergeben wurde. So die Burgkapelle existierte, muss auch die Burg zu diesem Zeitpunkt schon bestanden haben. 1165 kam es zu Streitigkeiten des Klosters mit der Pfarrei Ettleben über Besitzrechte, die zugunsten des Klosters ausgingen.
Johannes Schirmer nimmt in seinen Chroniken an, dass die Burg durch Rudolf von Habsburg zwischen 1273 und 1291 in seinem Kampf gegen Raubritterburgen zerstört wurde. Vermutlich meint Schirmer Rudolfs Landfriedenspolitik und seine Versuche nach dem Interregnum eine Revindikation des Reichsgutes für das Königtum zu erreichen. Urkundliche Belege dafür liegen nicht vor.
Zu einem Zeitpunkt vor 1296 kam die Burggrafen von Nürnberg in den Besitz des Ortes. Dies setzen wohl um 1296 einen Vogt Hartmud von Oberreinfeld ein, der in einer Urkunde dieses Jahres als Zeuge Erwähnung findet.  Es kann angenommen werden, dass er in der Burg residierte. 1371, urkundlich bestätigt am 21. Januar dieses Jahres, verkauften die Burggrafen den Ort (Obernrenfelt) wieder an das Kloster zurück. Spätestens im 13./14. Jahrhundert wurde anstelle der Burg der erste Kirchenbau errichtet.
Nach anderen Angaben soll die Burg erst im 12., im 13. oder 14. Jahrhundert errichtet worden sein. Hier wird vorher ein vorhandener Gutshof des Markgrafenerbes angenommen.
1425 wird Oberrheinfeld, das spätere Oberndorf, vom Abt Dietrich des Klosters Theres das Dorf für 1100 Goldgulden an Carl und Cunz von Thüngen verkauft. Diese vergeben im folgenden Jahr Zins und Gültanteile des Dorfes an eines der Karmelitenklöster in Würzburg.
Mit dem Kauf des Ortes 1431 und der späten Bestätigung nach Einspruch des Würzburger Fürstbischofs Johann II. von Brunn zur Eingliederung Oberndorfs nach Schweinfurt 1436 werden kaum noch Teile der Burganlage vorhanden gewesen sein.
Da schon im Kaufbrief von 1436 von einem Kirchlehen geschrieben steht und 1446 von der Messe in der Kirche zu Oberndorf berichtet wird, muss spätestens gegen Ende des 14. Jahrhunderts die Burg in eine Kirche umgewandelt worden sein.
Möglicherweise wurde die Burg aber auch erst 1482 (1492?) zerstört, als in einer Fehde zwischen Graf Philipp von Hanau und Ullrich Friedrich von Hutten, bei dem auch die von Thüngen involviert waren, die Hälfte von Oberndorf niederbrannte.
Nach Schirmer sollen bis 1631, dem Jahr der Zerstörung Oberndorfs im Dreißigjährigen Krieg, noch „Mauer(reste) mit Rondellen an den Ecken, Sekreten (?) und Kellern“ von der Burg vorhanden gewesen sein. 1646 werden dann auch große Teile der ehemaligen Burgmauer eingerissen und vermutlich in die Stadt  Schweinfurt zum Schutz verbracht.

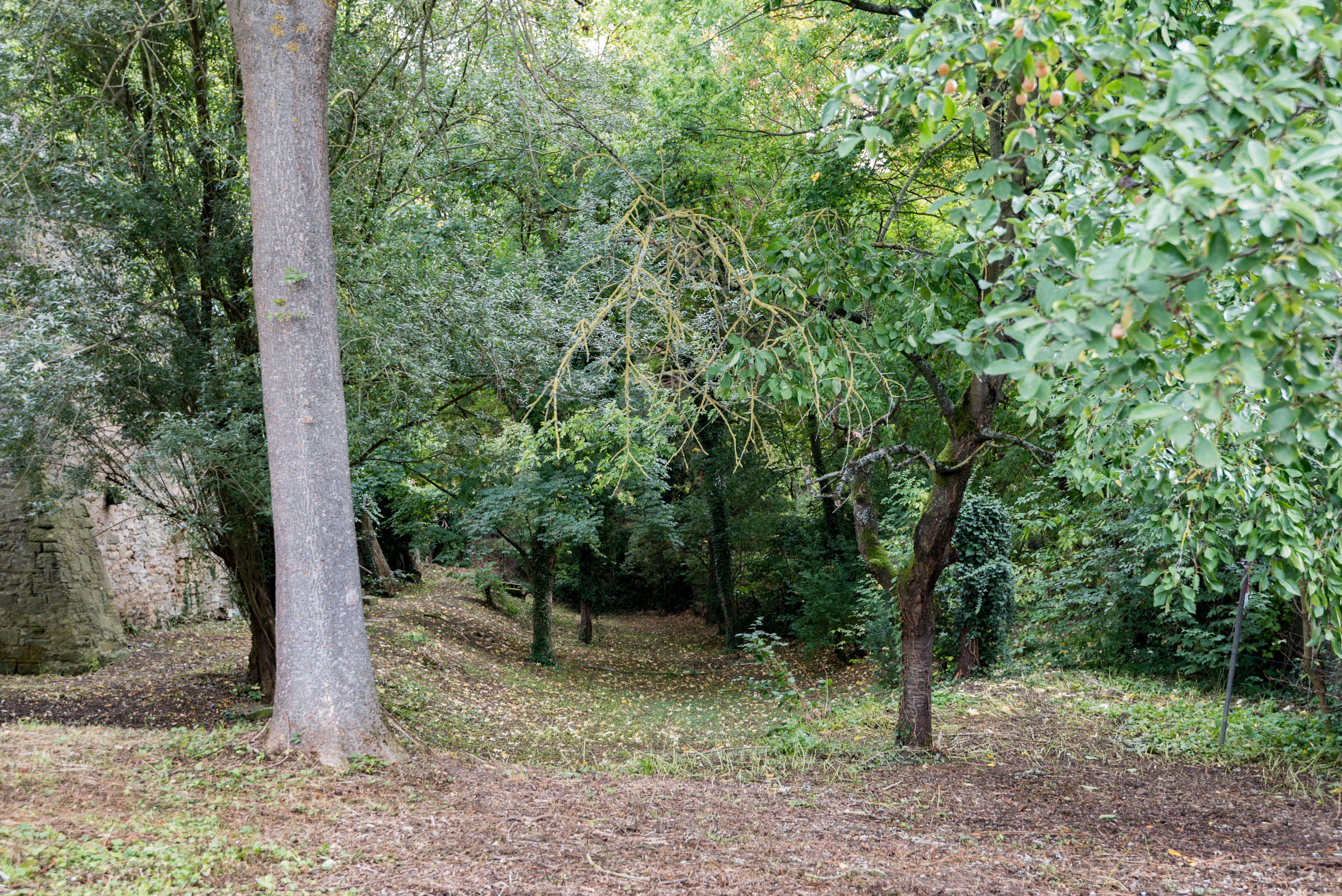
Verlandete Grabenreste der Wasserburg im Süden mit vermutlichen Resten der Burgmauerbefestigung
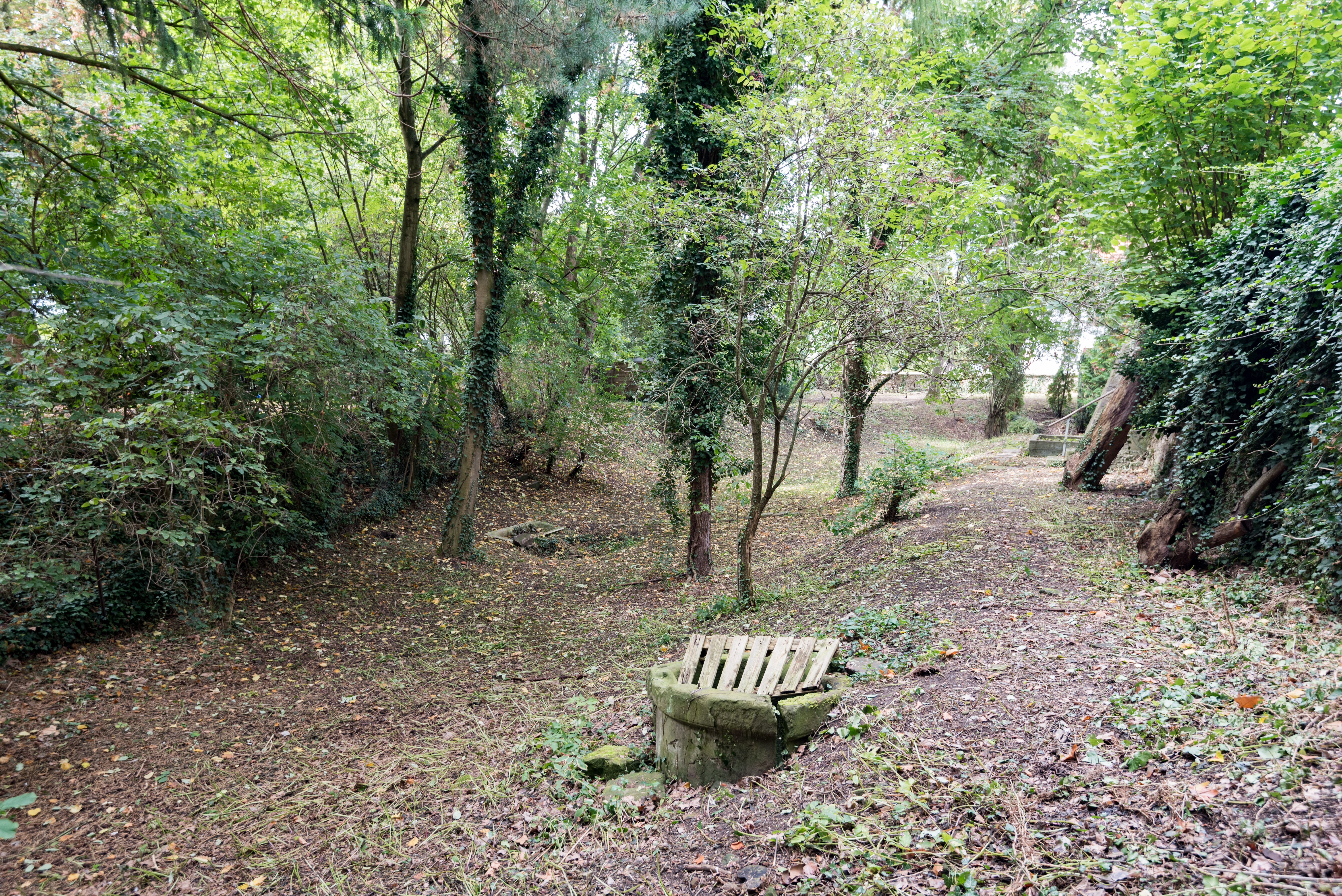
Burggraben mit ehem. Brunnen
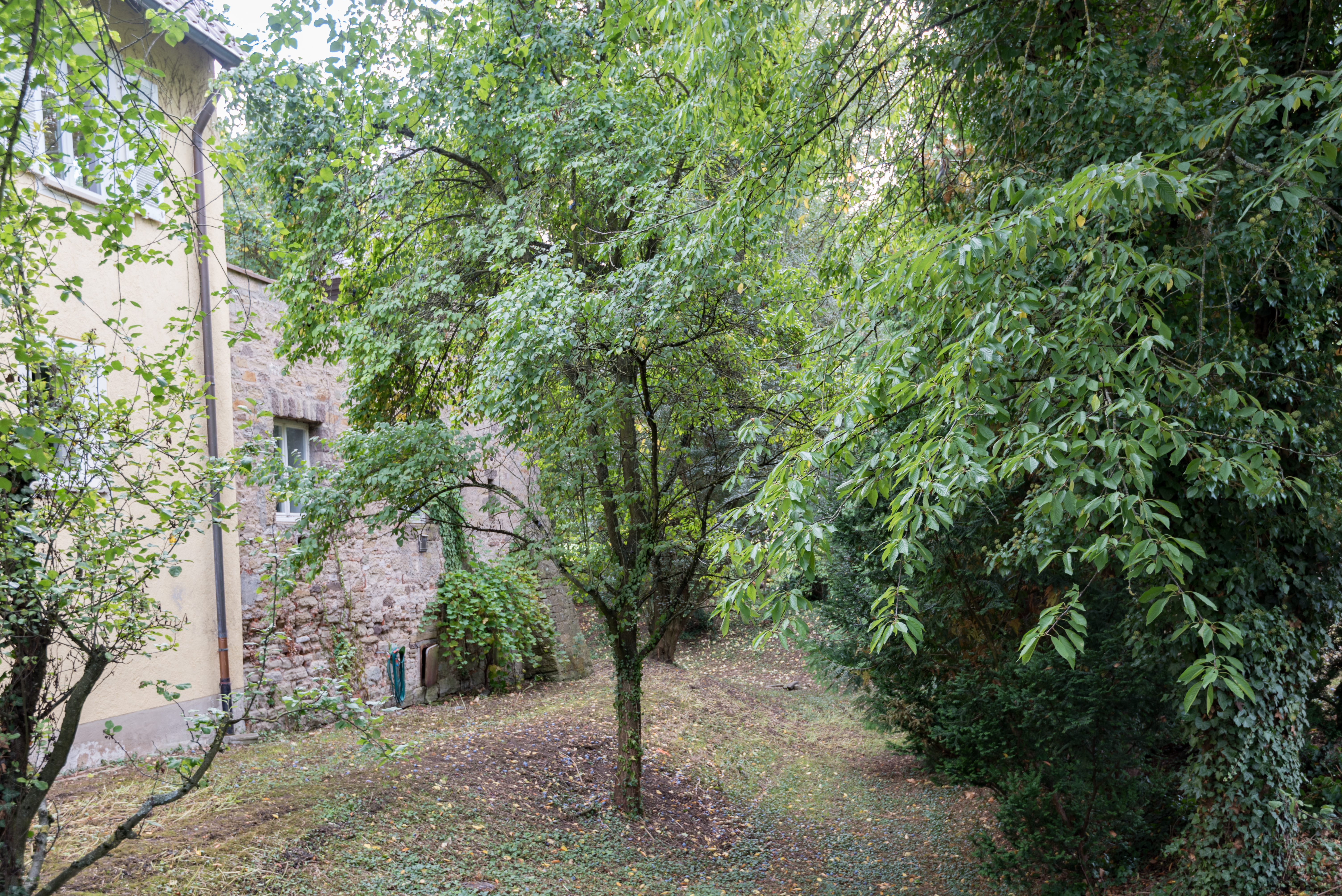
Alter Burggraben mit Befestigungsresten des westlichen Gebäudes
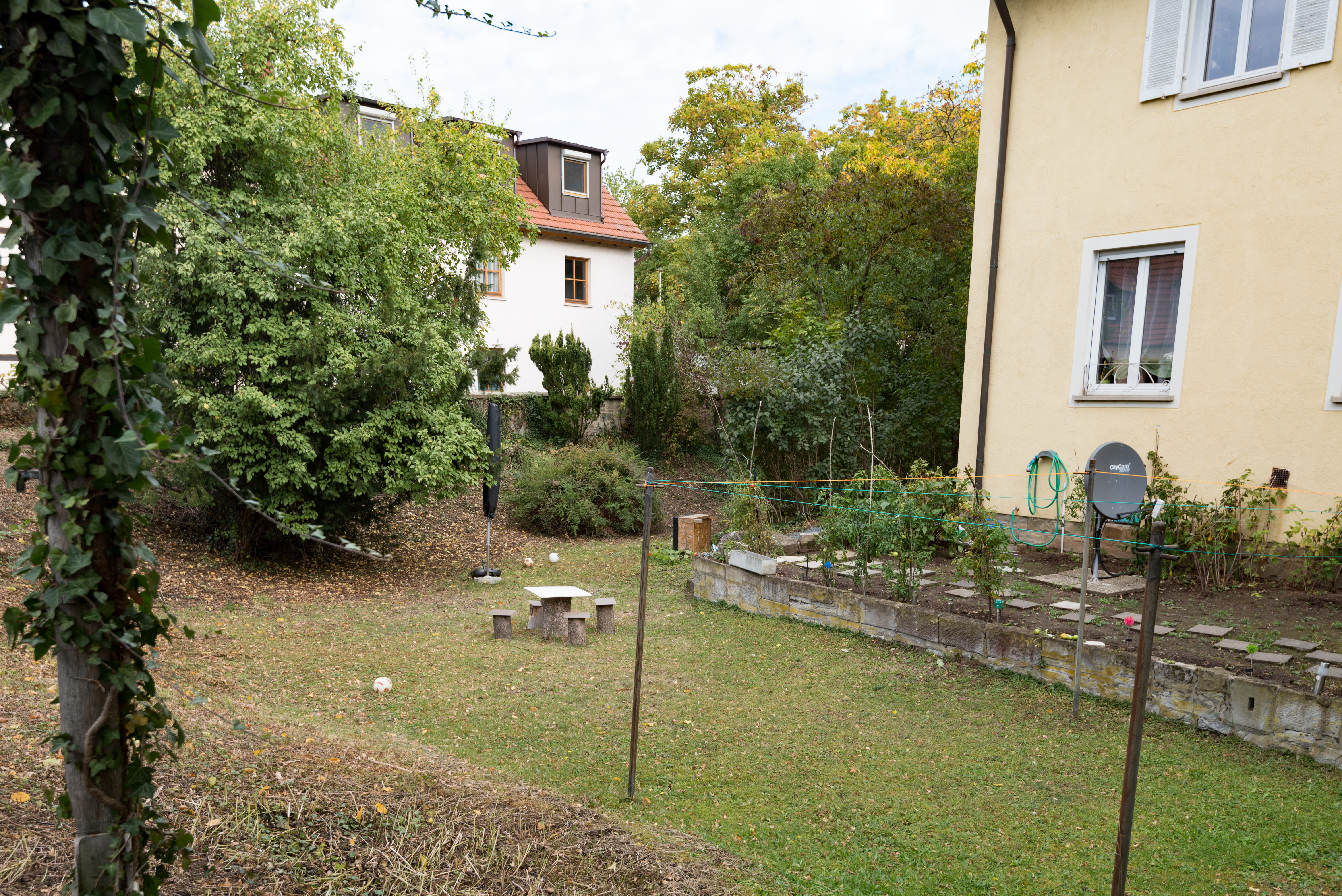
Nordwestliche Ecke des Burggrabens

## Beschreibung
Aus den Lidar-Daten (Reliefdaten des digitalen Geländemodelles durch luftunterstütztes Laserscanning (Airborne Laserscanning, ALS)) sind die Maße der Burg von etwa 60 (Süd-Nordwest) auf 80 (Nordwest-Nordost) Meter (Burggraben-Außenmaße) greifbar. Alten Flurkarten ist zu entnehmen, dass die Burggemarkung leicht größer war, zum Main hin Flurstücke mit dem Namen Die Frongarten vorgelagert waren, die zum Main hin durch einen weiteren Wassergraben als Abschnittsgraben (Flutgraben oder Reste eines Altmain-Flussverlaufes) gesichert waren. Ein Zwinger oder eine Vorburg ist nicht feststellbar.
Das nahezu rechteckige Burggelände war mit einem wohl nur durch Grundwasser gespeisten Burggraben umgeben, wovon heute noch im Westen U-förmig ein großer Teil sichtbar ist. Der Burggraben war ca. 6–10 m breit und bis 4 m tief und nach innen mit einer zusätzlichen Burgmauer gesichert. Nach einer Beschreibung von 1651 soll sich in allen vier Ecken kleine Sicherungstürme, Ronedelle bzw. Halbschalenturm, befunden haben. Der Zugang an der westlichen Seite verlief durch ein Torhaus. Mittig befand sich ein wuchtiger, aber wohl nicht sehr hoher Burgturm mit vermutlich anstehendem Gebäude (Palas?). Schießscharten und Hocheingang ca. 7 m über dem Boden und über dem jetzigen Sakristeidach sind heute noch sichtbar. Burggraben und Teile der Burg östlich der heutigen Kirche sind nicht mehr sichtbar, da in späteren Zeiten der Friedhof dort angelegt und das Gelände dafür eingeebnet wurde.
Die südwestlichen Reste des Burggrabens und mögliche unterirdische Reste unter der Kirche bzw. den Nebengebäuden am Glockenhof 7 bis 11 sind Teil des Bodendenkmals mit der Nummer D-6-5927-0197: Fundamente eines spätmittelalterlichen Vorgängerbaus der Kreuzkirche in Oberndorf, Körpergräber des Mittelalters und der Neuzeit sowie ein mittelalterlicher Burgstall.
Der heutige Torbogen am westlichen Nebengebäude Glockenhof 7 soll einst Standort des Torhauses mit Zugang zur Burg gewesen sein. Unter Verwendung älterer Bauteile wurde an Stelle des ehemaligen Torhauses 1964 hier das Pfarrhaus neu erbaut. Nach Schirmer waren die 3 Schuh dicken Grundmauern des vorhergehenden Pfarr- und Schulhauses noch von der ursprünglichen Burg. Möglicherweise ist das südliche vermauerte Ende des heutigen Hauses dem gleichzusetzen.
Die im Jahr 1094 urkundlich genannte Laurentius-Kapelle, später ein eingezogener Chor und südöstlicher ehemaliger Chorturm mit Welscher Haube (meist dem 13. Jahrhundert zugeordnet) waren ehemals Teil dieser Burgkapelle und sind als Baukörper Teil des Baudenkmales D-6-62-000-57. Die heutigen Einfriedungsmauern sind keine Burgmauern und ca. dem 16./17. Jahrhundert zuzuordnen. Ein Brunnen im Burggraben stammt aus dem 18. Jahrhundert.
Ein annäherndes Bild des Burggeländes vermittelt der Bayerische Urkatataster aus der ersten Hälfte des 19. Jahrhunderts, wo der Vorgängerbau der Kirche noch nach Westen zeigt und in etwa die Lage des ehemaligen Palas wiedergeben mag. Im Burg-/Kirchturm befand sich die durch Schenkung bekannte Burgkapelle.

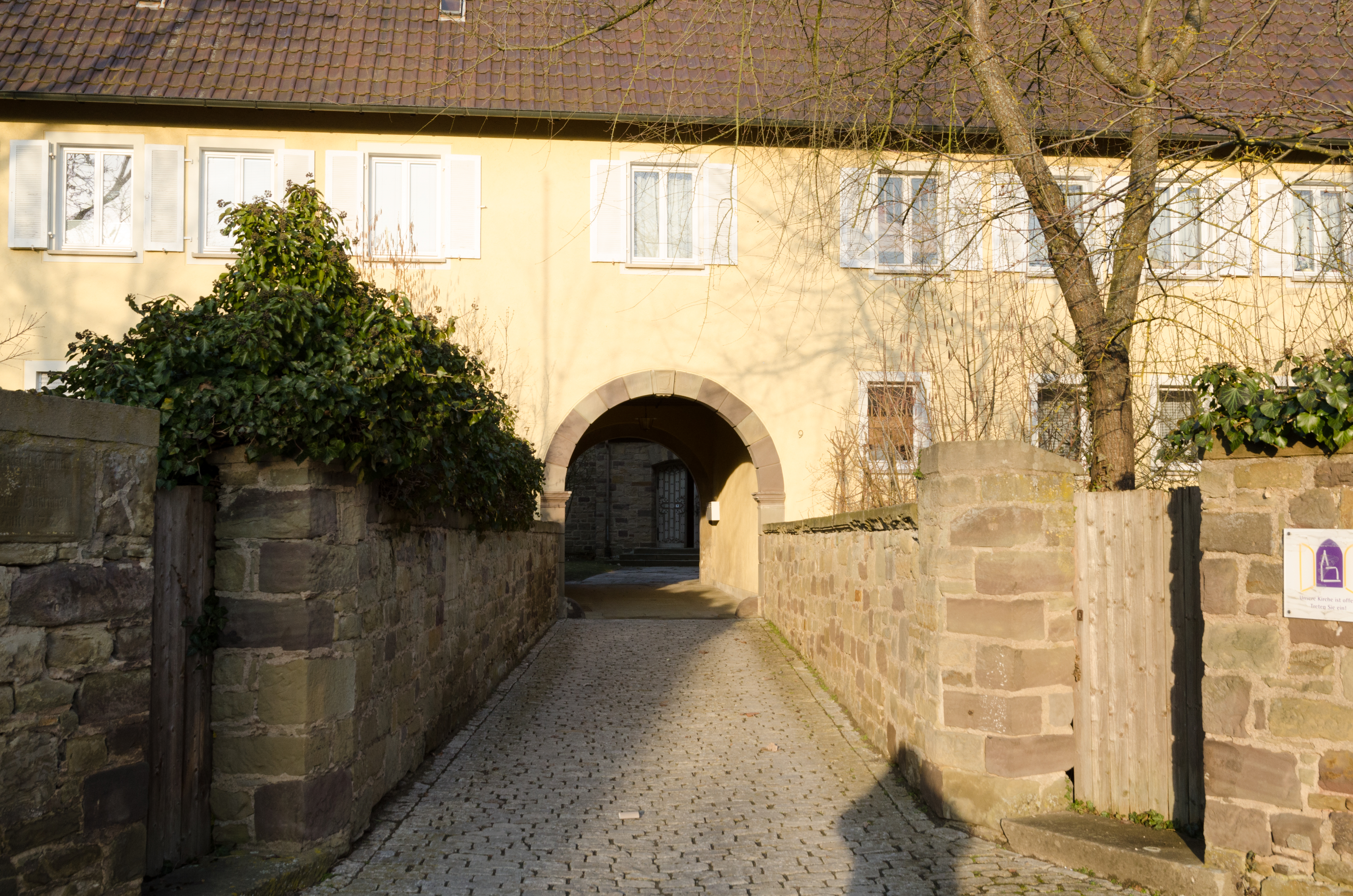
Neuer Torbogen am Standort des alten Burg-Torhauses, Straßenseite
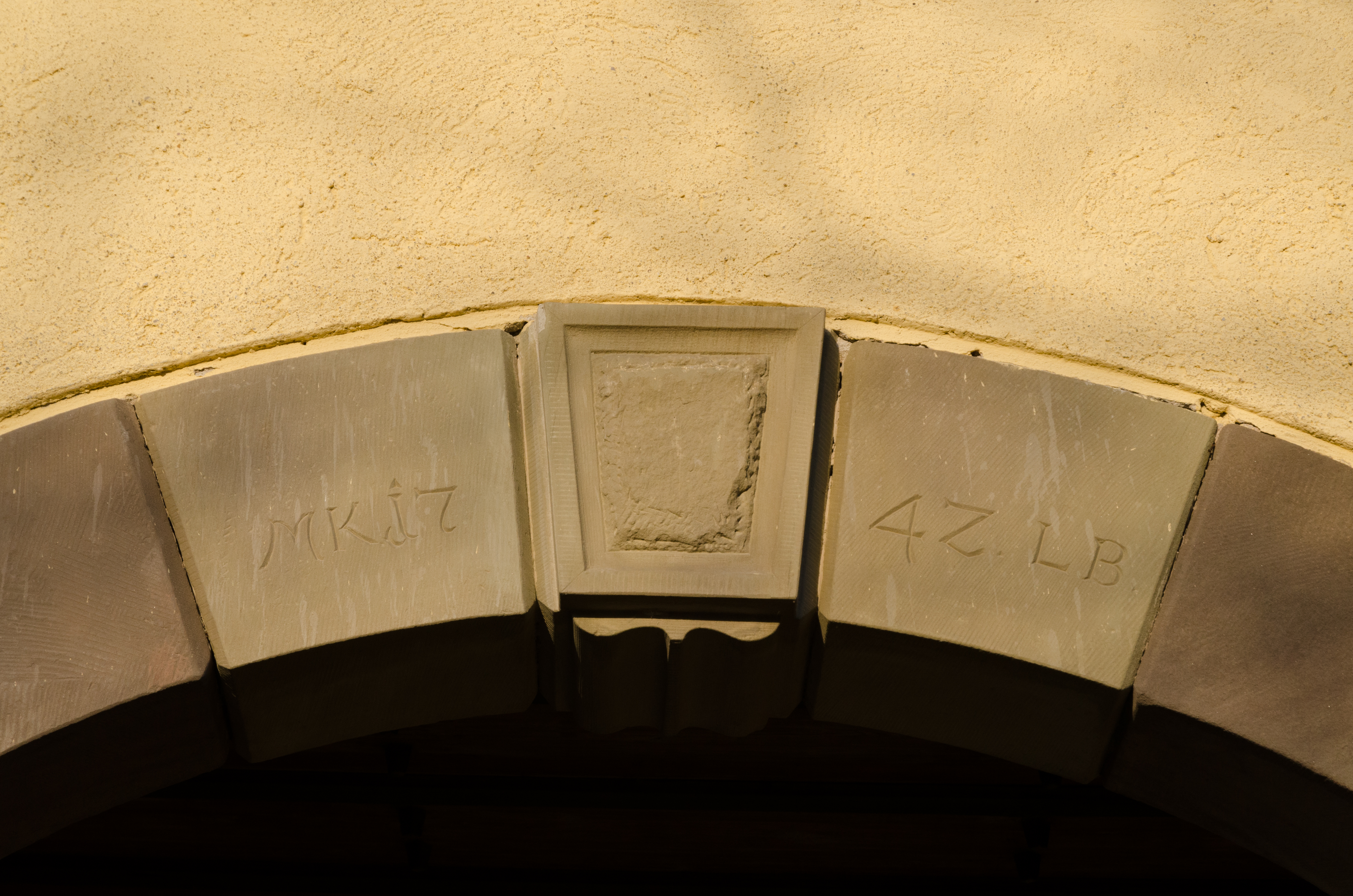
Äußere Portalbeschriftung mit Jahreszahl 1742, Monogramm MKLB und ausgeschlagenem Wappen
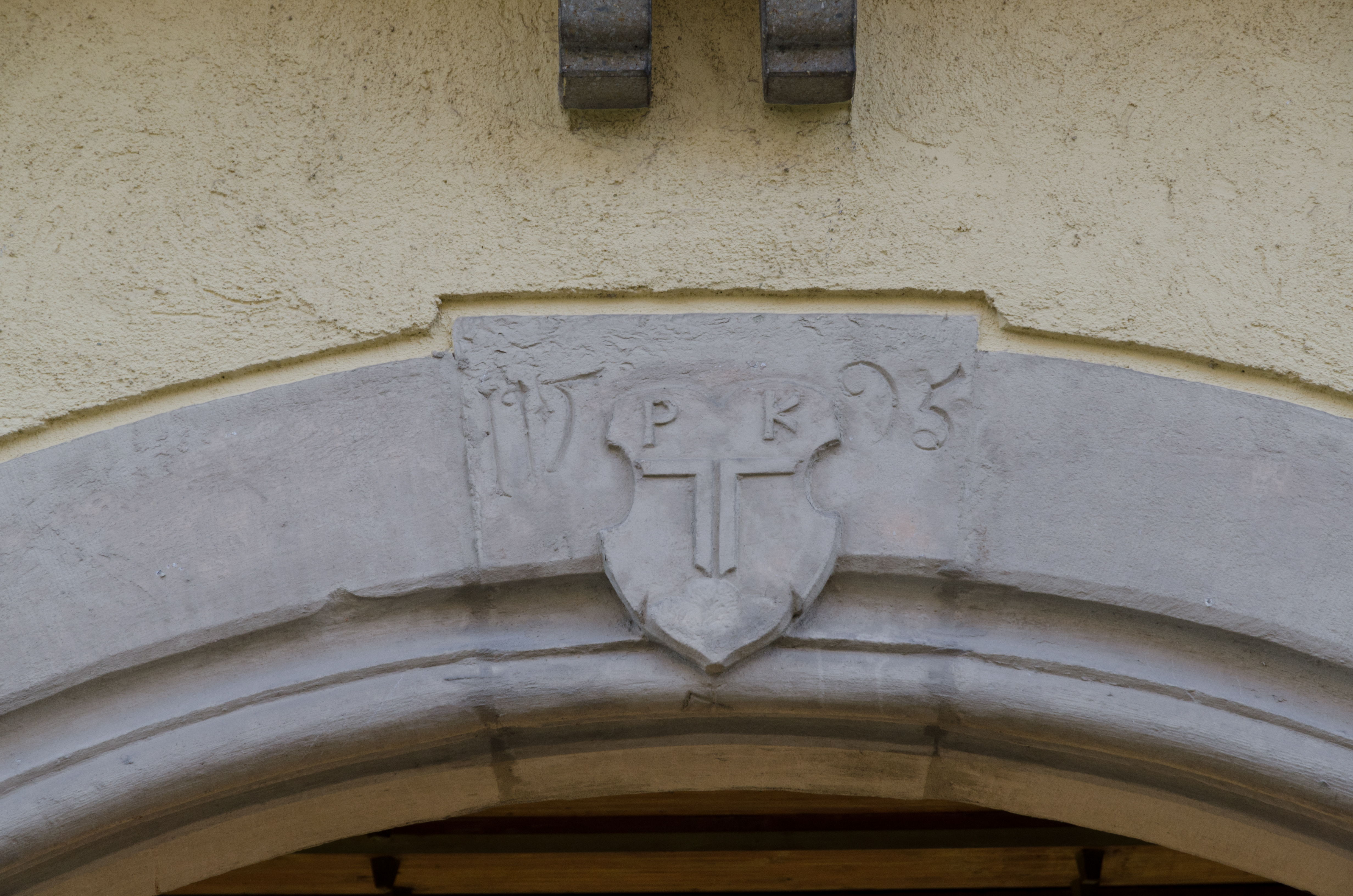
Altes Wappen mit Jahreszahl 1595 am inneren Torbogen